# Byssosphaeria schiedermayeriana
Byssosphaeria schiedermayeriana är en svampart som först beskrevs av Karl Wilhelm Gottlieb Leopold Fuckel, och fick sitt nu gällande namn av M.E. Barr 1984. Byssosphaeria schiedermayeriana ingår i släktet Byssosphaeria och familjen Melanommataceae.   Inga underarter finns listade i Catalogue of Life.